# 階段関数

階段関数

階段関数（かいだんかんすう、英: step functionまたは英: staircase function）とは、おおまかに言って、グラフが階段状になる実関数のことである。より正確には、区間上の指示関数が有限個あって、それらの線型結合で表される関数である。有限個のみの区分を持った、区分的に定数関数である関数とも表現できる。

## 定義
関数 f : R → R が階段関数であるとは、ある正整数 n が存在して、n 個の実数 α1,..., αn と n 個の区間 A1,..., An 上の指示関数 χ1,..., χn によって、
{\displaystyle f(x)=\sum _{i=1}^{n}\alpha _{i}\chi _{i}(x)}
と表されることをいう。ここに、集合 A 上の指示関数 χA とは、次で定義されるものであった。
{\displaystyle \chi _{A}(x)={\begin{cases}1,&\ (x\in A),\\0,&\ (x\notin A).\end{cases}}}
この定義において、区間 Ai たちは、次の2条件を満たすとしてもよい。
- 互いに素である。すなわち、i ≠ j のとき、Ai ∩ Aj = ∅ である。
- 和集合が実数全体である。すなわち、A1 ∪ … ∪ An = R である。

例えば、この条件を満たさずに階段関数
{\displaystyle f=4\chi _{[-5,1)}+3\chi _{(0,6)}}
が与えられたならば、条件を満たすように
{\displaystyle f=0\chi _{(-\infty ,-5)}+4\chi _{[-5,0]}+7\chi _{(0,1)}+3\chi _{[1,6)}+0\chi _{[6,\infty )}}
と表現することもできる。

## 例

ヘヴィサイドの階段関数

- 定数関数は自明な階段関数である。階段関数の定義において、n = 1, A1 = R として得られる。
- ヘヴィサイドの階段関数は、しばしば応用に用いられる重要な階段関数である。n = 3, A1 = (-∞ 0), A2 = [0, 0], A3 = (0, ∞) として得られる。

矩形関数

- 矩形関数は、R を5つの区間に分けて得られる階段関数である。

床関数

- 床関数や天井関数は、無限個の区間に分けて与えられるため、ここでの文脈においては階段関数ではない。

## 性質
階段関数のとる値は、有限個の可能性しかない。階段関数の定義において、区間 Ai たちを互いに素な R の分割にとっておけば、Ai の任意の元 x に対して f(x) = αi となる。
階段関数
{\displaystyle f(x)=\sum _{i=1}^{n}\alpha _{i}\chi _{A_{i}}(x)}
のルベーグ積分は、区間 Ai の長さ L (Ai) が全て有限である場合、
{\displaystyle \int _{\mathbb {R} }fdx=\sum _{i=1}^{n}\alpha _{i}L(A_{i})}
で与えられる。
2つの階段関数の和や積もまた階段関数である。この演算により、階段関数全体の集合は R 上の代数を成す。